# Regla del plazo más corto
La regla del plazo más corto (en inglés rule of the shorter term), también llamada la comparación de términos, es una disposición en los tratados internacionales de derechos de autor. La disposición permite que los países firmantes pueden limitar la duración de los derechos de autor concediendo a las obras extranjeras en virtud de trato nacional, la mayoría de los derechos de autor en el término concedidos a la obra en el país de origen de su creador.

## Fundamentación
Los tratados internacionales de derechos de autor, como el Convenio de Berna para la Protección de las Obras Literarias y Artísticas (BC) o la Convención Universal sobre Derecho de Autor (UCC), funcionan a través de los tratados nacionales: Los países signatarios se comprometen a conceder derechos de autor a las obras extranjeras que las legislaciones locales y por las mismas normas que otorguen derechos de autor para las obras nacionales. Si una obra tiene un derecho a la propiedad intelectual, y en caso afirmativo, por cuánto tiempo que el copyright existe, se rige por las leyes del país donde se reclama los derechos de autor sobre la obra. El Convenio de Berna y la UCC definen sólo los requisitos mínimos los derechos de autor que todos los países signatarios deberán cumplir, pero cualquier país es libre de ir más allá de este denominador común mínimo en su legislación. Esto es más apreciable en la duración para que se respeten los derechos de autor. El Convenio de Berna establece un plazo mínimo de derechos de autor en general de 50 años adicionales desde la muerte el autor (50 años pma) Sin embargo, muchos países tienen un largo plazo, tales como 70 años pma, o incluso 100 años pma.

## Países tratados a la regla del plazo corto
| Países                                                     | Aplican esa regla | Ley o referencia |
| ---------------------------------------------------------- | --- | --- |
| Albania                                                    | Sí | Art. 24, Law No. 9380 of May 28, 2005 |
| Andorra                                                    | Sí | Transitional Provision, Law on Copyright and Related Rights of 1999 Archivado el 8 de enero de 2016 en Wayback Machine.[actualizar]                                                                                             |
| Antigua y Barbuda                                          | Sí | s. 153(3), Copyright Act, 2002 Archivado el 17 de febrero de 2016 en Wayback Machine. |
| Argentina                                                  | Sí | Art. 15, Ley 11.723 del 28 de septiembre de 1933, as modified by Ley 24.870 del 11 de septiembre de 1997 |
| Armenia                                                    | No (a menos de que la obra ya esté en dominio público en el país de origen tras haber entrado en vigor el artículo 45)                                          | Art. 45, Law on Copyright and Neighbouring Rights of 12 de enero de 2000 |
| Australia                                                  | Sí | Ítem 5, Copyright (International Protection), Regulations (Amendment), 18/12/2003, No. 337 (enlace roto disponible en Internet Archive; véase el historial, la primera versión y la última).                                    |
| Bielorrusia                                                | Sí (en tanto que parte en el Convenio de Berna) | Art. 3, Law 194-3 of 11 August 1998 |
| Signatarios de la Convención de Berna                      | Sí (a no ser que los firmantes digan lo contrario) | Art. 7(8) |
| Brasil                                                     | No | Title 1 Art. 2 Copyright, Law, 19/02/1998, No. 9.610 |
| Canadá                                                     | Sí (excepto las obras creadas en los países del Tratado de Libre Comercio de América del Norte: Estados Unidos y México)                                        | s. 9(2), Copyright Act, R.S., c. C-30 |
| China (República Popular de China y continental solamente) | No | Art. 2, Segundo y Cuarto Párrafos, Copyright Law of the People's Republic of China |
| Colombia                                                   | No | Art. 11, Ley 23 de 1982 |
| Corea del Sur                                              | No | Art. 3, Korean Copyright Act Consolidated 17 Oct 2004 Archivado el 27 de abril de 2011 en Wayback Machine. |
| Costa de Marfil                                            | Sí | Art. 4, Loi no. 96-564 du 25 juillet 1996 |
| Estados Unidos                                             | No (a menos que la obra ya esté en dominio público en el país de origen antes del año 1996, cuando se modificó la Ley de acuerdos de la Ronda Uruguay en 1994.) | 17 USC 104(c) and 17 USC 104A |
| Filipinas                                                  | No, (aunque es una "inversa reciprocidad" del artículo 231, donde se puede solicitar)                                                                           | Sec. 221.2 and 224.2 , Republic Act No. 8293 |
| Guatemala                                                  | Sí | Art. 43, Law on Copyright and Related Rights, as amended on November 1, 2000 |
| Honduras                                                   | Sí | Article 44 of Decreto 4 99 E: Ley del derecho de autor y de los derechos conexos |
| Hong Kong                                                  | Sí | s. 198(3)(b), 229(8)(b), 229A(6)(b), Copyright Ordinance (Cap. 528) |
| India                                                      | Sí (por los países designados en el calendario oficial) | s. 40(iii), Copyright, Order, 1991, and, as amended in 1999 & 2000 |
| Indonesia                                                  | No | Art. 76c, Law of the Republic of Indonesia Number 19 Year 2002 Regarding Copyright, as entered into force in July 2003 |
| Israel                                                     | Sí | Art. 44, Copyright, Act, 2007 (enlace roto disponible en Internet Archive; véase el historial, la primera versión y la última).                                                                                                 |
| Japón                                                      | Sí | Art. 58, Law No. 48 of 6 May 1970, as amended in 2006 |
| Líbano                                                     | No | Chap. 4, Copyright, Law, 03/04/1999, n° 75 Archivado el 12 de diciembre de 2008 en Wayback Machine. |
| Macao                                                      | Sí | Art. 51, Decree-Law 43/99/M of August 16, 1999 |
| México                                                     | No | Art. 29, Ley Federal del Derecho de Autor (1996), unchanged in Ley Federal del Derecho de Autor (2003) |
| Nigeria                                                    | No | Arts. 4A and 33, Copyright, Act (Consolidation Ch. 68), 1988 (1999), No. 47 (No. 42) Archivado el 20 de abril de 2010 en Wayback Machine.                                                                                       |
| Noruega                                                    | Sí | Art. 6, Copyright (Other Countries EEA TRIPs UCC), Regulation, 25/04/1997 (enlace roto disponible en Internet Archive; véase el historial, la primera versión y la última).                                                     |
| Omán                                                       | No | Art. 24 , Copyright, Decree, 21/05/2000 - 1421, No. 37 (enlace roto disponible en Internet Archive; véase el historial, la primera versión y la última).                                                                        |
| Pakistán                                                   | Sí (por los países designados en el calendario oficial) | Chapter XI Item 54(iii) , Copyright, Ordinance (Consolidation), 02/06/1962 (29/09/2000) Archivado el 6 de marzo de 2009 en Wayback Machine. and Schedule section (pg 43), International Copyright Order, 1968 (18th June, 2000) |
| Paraguay                                                   | No | Art. 180, Copyright, Law, 27/08/1998, No. 1328 Archivado el 13 de mayo de 2009 en Wayback Machine. |
| República Dominicana                                       | Sí | Art. 21 Párrafo, Law No. 65-00 on Copyright of August 21, 2000 |
| Rusia                                                      | Sí | Article 1256.4 of the Civil Code of the Russian Federation\|urlarchivo=http://web.archive.org/web/http://www.wipo.int/clea/docs_new/en/ci/ci001en.html%7Cfechaarchivo=1 de diciembre de 2015}}                                  |
| San Vicente y las Granadinas                               | No | Art. 6(b), Copyright Act, 2003 |
| Singapur                                                   | Sí | s. 4, Copyright (International Protection) Regulations |
| Taiwán                                                     | Sí | Art. 106bis, Copyright Act |
| Tailandia                                                  | No | Art. 61, Copyright Act |
| Turquía                                                    | No (a menos que la obra ya esté en dominio público en el país de origen, después de la fecha de haber entrado en vigor la enmienda al artículo 88)              | Art. 88, Copyright Act per additional Art. 2 |
| Unión Europea                                              | Sí (con excepciones) | Art. 7(1), Directive 2006/116/EC |
| Venezuela                                                  | No | Art. 126, Ley sobre el Derecho de Autor (Decreto del 14 de agosto de 1993) |